# Aloe soccotrina
Aloe soccotrina é uma espécie de liliopsida do gênero Aloe, pertencente à família Asphodelaceae.